# Heliophorus nagaensis
Heliophorus nagaensis är en fjärilsart som beskrevs av Riley 1929. Heliophorus nagaensis ingår i släktet Heliophorus och familjen juvelvingar. Inga underarter finns listade i Catalogue of Life.